# IC 4928
IC 4928 је спирална галаксија у сазвјежђу Октант која се налази на листи објеката дубоког неба у Индекс каталогу.
Деклинација објекта је - 77° 18' 33" а ректасцензија 20h 10m 11,9s. Привидна величина (магнитуда) објекта IC 4928 износи 15,7 а фотографска магнитуда 16,5. IC 4928 је још познат и под ознакама ESO 46-6, IRAS 20034-7727, PGC 64198.